# Herb gminy Charsznica
Herb gminy Charsznica – symbol gminy Charsznica, ustanowiony 19 października 1997.

## Wygląd i symbolika
Herb przedstawia na tarczy w polu czarnym krzyż lotaryński w kolorze czerwonym, a na nim tarczę prezentującą w polu niebieskim topór srebrny o toporzysku złotym. Na tarczy połączono znaki herbowe zakonu bożogrobców (krzyż o podwójnych ramionach) oraz rodu Korycińskich, posługujących się herbem Topór.